# Thomas Dufter
Thomas Dufter (Inzell, 20 dicembre 1966) è un ex combinatista nordico tedesco.
Agli inizi della carriera, prima della riunificazione della Germania (1990), gareggiò per la nazionale tedesca occidentale.

## Biografia
In Coppa del Mondo esordì il 21 gennaio 1989 a Breitenwang (13°) e ottenne l'unico podio il 23 gennaio 1993 a Saalfelden (2°).
In carriera prese parte a due edizioni dei Giochi olimpici invernali, Albertville 1992 (12° nell'individuale, 5° nella gara a squadre) e Lillehammer 1994 (23° nell'individuale, 10° nella gara a squadre), e a quattro dei Campionati mondiali, vincendo una medaglia.

## Palmarès

### Mondiali
- 1 medaglia:
  - 1 bronzo (gara a squadre a Falun 1993)

### Coppa del Mondo
- Miglior piazzamento in classifica generale: 12º nel 1992
- 1 podio (individuale):
  - 1 secondo posto